# ByeAlex
ByeAlex, polgári nevén Márta Alex Sándor (Kisvárda, 1984. június 6. –) Fonogram-díjas magyar énekes, dalszerző, producer, frontember. Bár korábban már több kislemeze megjelent, valójában az Eurovíziós Dalfesztivál 2013-as magyar nemzeti válogatójában, A Dalban tett szert ismertségre. Kedvesem című szerzeménye képviselte Magyarországot a 2013-as Eurovíziós Dalfesztiválon Malmőben, amelyet maga adott elő és a versenyen 10. helyezést ért el. ByeAlex Magyarország egyik legismertebb zenésze. Zenekara, a ByeAlex és a Slepp évek óta headliner a legnagyobb magyar fesztiválokon és rendszeresen teltházasak a klubkoncertjeik is. A zenekara mellett rendszeresen jelenik meg szólóelőadóként is. 2016 és 2022 között zsűritagja és mentora volt az X-Faktornak. 2025-től a Csillag Születik zsűritagja.

## Életrajza
Alap- és középfokú iskoláit a fényeslitkei Kossuth Lajos Általános Iskolában és a Kisvárdai Bessenyei György Gimnázium és Kollégiumban végezte. A Miskolci Egyetem bölcsészkarán filozófusként diplomázott. 2013-ban az Eurovíziós Dalfesztivál magyar nemzeti válogatójában mint előadóművész is országos ismertséget szerzett. 2016-tól 2022-ig az X-Faktor zsűritagja, a nyolcadik, kilencedik, tizedik évad és tizenegyedik évad győztes mentora.

## Előadóművészi pályája
Viszonylag fiatalon kezdett foglalkozni a zenével, de ezt kezdetben saját kedvtelésből, elsősorban a húga és szülei szórakoztatására tette. Például PC-játékok hangjait vágta össze és készített vicces remixeket. Egyetemistaként amatőr zenekarokban kezdett komolyabban a zenével foglalkozni. Ekkor íródott első nagyobb sikert elért dala, a Csókolom. A zenekarral készítette el a My Gift to You nevű formációt. Az egyre ismertebbé váló előadó pszichedelikus-posztrock témákat dolgoz fel és remixlemezeket ad közzé. 2012-től ByeAlex néven szólókarrierbe kezdett.
A Dal 2013-as döntőjében elért sikerét a sajtóban többen kritikusan szemlélték, mivel nála esélyesebbnek tartott előadóművészeket előzött meg.
A Malmöben rendezett 2013-as Eurovíziós Dalfesztiválon először a május 16-án tartott második elődöntőben lépett fel a Kedvesem című dallal, amivel bejutott a május 18-i döntőbe. A május 18-i döntőben ByeAlex dala a 39 részt vevő ország közül 15-től kapott pontot, s az összességében megszerzett 84 ponttal a 10. helyezést érte el, megelőzve többek között a Believe in Me dalt is, amelyet Nagy-Britannia képviseletében Bonnie Tyler adott elő. A Kedvesem című számot Németország szavazói a dalverseny legjobb dalának értékelték,[forrás?] Svájc és Finnország közönsége a második, az albánok pedig a harmadik helyre szavazták meg.[forrás?] Ezzel ByeAlex dala Magyarország harmadik legjobb eredményét érte el az addigi Eurovíziós Dalversenyeken való részvétel összesítésében.[forrás?] A következő évben Kállay-Saunders András dala az ötödik lett, ami így egy hellyel hátrébb sorolta ByeAlex eredményét.
Több fiatalabb, kevésbé ismert előadót karolt fel APU néven. 2019-ben Fiatalon címmel jelent meg közös száma pølaval, majd legközelebb 2021 februárjában publikálták alkalmi kapcsolatokról szóló új számukat Fehér Hollóval.[forrás?]

### Szólókiadványok
2013-ban jelent meg első szólólemeze Szörpoholista címmel.[forrás?] Ezt követően több kislemezzel jelentkezett, amelyeket egy konceptalbum követett 2020 végén Rehab címmel.[forrás?]

## X-Faktor és tehetséggondozás
2016-ban ült be először az X-Faktor zsűrijébe, így ő volt az egyik leghosszabb ideje a műsorban szereplő mentor. Ő volt az első, aki már a műsor ideje alatt elkezdett dalokat írni a mentoráltjainak. Így ismerhette meg az ország az USNK-t, Stolen Beat-et, Manuelt, Ruszó Tibit, ALEE-t és Solyom Bernadettet, akik megnyerték vagy az élmezőnyben végeztek a tehetségkutatóban. ByeAlex emellett a magyar X-Faktor legsikeresebb mentora,[forrás?] hiszen négy évadban is az ő mentoráltjai nyertek, a kilencedik és a tizedik évadban is a Fiúk kategóriájával győzött, így ő az első mentor, aki kétszer ugyanazzal a kategóriával tudott nyerni.[forrás?] Emellett a kilencedik évadban rekordot döntött, ugyanis egészen az elődöntőig teljes volt a csapata, vagyis a TOP4-be jutott mindhárom versenyzője (korábban a műsor első évadában Keresztes Ildikó csak két héttel a döntő előtt vesztette el az első mentoráltját). 2023. február 3-án közölte, hogy távozik a zsűriből.

## Elismerések

### Ezüst emlékérem
„Az elért teljesítményével Magyarország XXI. századi kultúrájának méltó képviselőjévé vált. Ezúton szeretném megköszönni ezt a teljesítményt, amely kreatív és lelkiismeretes munkát tükröz” (Matolcsy György, a Magyar Nemzeti Bank elnöke, 2013)

### Fonogram díj
| Év   | Jelölés       | Díj                                                       | Eredmény |
| ---- | ------------- | --------------------------------------------------------- | -------- |
| 2013 | ByeAlex       | Az év hazai felfedezettje                                 | Elnyerte |
| 2013 | Csókolom      | Az év dala                                                | Jelölve  |
| 2014 | Kedvesem      | Az év dala                                                | Jelölve  |
| 2014 | Szörpoholista | Az év hazai klasszikus pop-rock albuma vagy hangfelvétele | Jelölve  |

### VIVA Comet
| Év   | Jelölés | Díj                  | Eredmény |
| ---- | ------- | -------------------- | -------- |
| 2013 | ByeAlex | Legjobb új előadó    | Jelölve  |
| 2014 | ByeAlex | Legjobb férfi előadó | Jelölve  |
| 2014 | NekemTe | Legjobb videóklip    | Jelölve  |

## Lemezfelvételei

### Albumok
- Szörpoholista (2013. december 2.)

1. Kedvesem
2. Nekemte
3. Láttamoztam
4. Csóró itt minden hang
5. Bocs, hogy (Ív közreműködésében)
6. Messziről
7. Csókolom
8. Elvis(z)
9. Az én rózsám
10. Te vagy (A John The Valiant dala ByeAlex közreműködésében)
11. Játék (A Soerii & Poolek dala ByeAlex közreműködésében)
12. Kedvesem (Zoohacker remix)
13. Kedvesem (Lotfi Begi’s Deep in the Forest Mix)
14. Láttamoztam (Kristian remix) (Zéessó közreműködésében)
15. A fekete zongora (Ady Endre verse)

- Szív(sz)Kill (2017) (ByeAlex és a Slepp)

1. Az vagyok
2. Cukor
3. Nehéz vagyok
4. KicsiLány
5. Muslicák
6. Szívem udvarában
7. Szerelem
8. Még mindig...
9. Babao (feat. Lotfi Begi)
10. Fekete (feat. Dannona)
11. Részeg (feat. Pixa)
12. Tél
13. Menned kéne (ByeAlex és a Slepp feat. Lábas Viki)
14. Még mindig... (Lotfi Begi Remix)

- Rehab (2020) (ByeAlex és a Slepp)

1. Boldog leszek (levegő be)
2. Kösznem (feat. Giaj)
3. Táncolj
4. Merülök (feat. Manuel)
5. Ví
6. március
7. Anya (feat. Giaj)
8. 2019 Május (Interlude)
9. Így hagysz el (feat. Hiro)
10. Pornó
11. Játék
12. Emlékszem (vagy...)
13. Rózsák (feat. Luca)
14. KánnyéVeszt
15. Vodka
16. Mi van a poharadban?
17. Lombok
18. Feküdj ide
19. Legyetek jók
20. Emlékszem (vagy...) (feat. USNK)

### Dalok

#### 2012
- Láttamoztam
- Csókolom
- Messziről
- Kedvesem
- Kedvesem (Zoohacker Remix) – A 2013-as Eurovíziós Dalfesztivál magyar indulója

#### 2013
- One For Me – A Kedvesem angol verziója
- Nekemte
- Elvi(s)z
- Csóró itt minden hang
- Bocs, hogy (feat. Ív)
- Az én rózsám

#### 2014
- Hé Budapest
- Ősz
- Az én rózsám

#### 2015
- Fekete
- Apám sírjánál (ByeAlex és a Slepp)
- Még mindig... (ByeAlex és a Slepp) (Lotfi Begi Remix)

#### 2016
- KicsiLány (ByeAlex és a Slepp)
- Nehéz vagyok (ByeAlex és a Slepp)
- Részeg (ByeAlex és a Slepp & PIXA)
- senkise – Erdő
- senkise – Sose
- senkise – Egy nem elég!
- senkise x Marge – Popcorn, vodka, Sprite

#### 2017
- senkise – Kár volt
- Bababó (ByeAlex és a Slepp x Lotfi Begi)
- Az vagyok (ByeAlex és a Slepp)
- senkise – Benga
- senkise (ByeAlex) x majka – u,u,u
- Cukor (ByeAlex és a Slepp)
- Szívem udvarában (ByeAlex és a Slepp)
- Szerelem (ByeAlex és a Slepp)
- Muslicák (ByeAlex és a Slepp)
- Tél (ByeAlex és a Slepp)

#### 2018
- Menned kéne (ByeAlex és a Slepp feat. Lábas Viki)
- senkise – nemveszemfel
- senkise – jáhá
- senkise x hiro – korskorskors
- senkise – roksztármód
- senkise – mind
- Pupilláid (ByeAlex és a Slepp)

#### 2019
- Anya (ByeAlex és a Slepp feat. Giajjeno)
- Apátok (ByeAlex feat. Pixa)
- pøla x apu – Fiatalon
- Lombok (ByeAlex és a Slepp)
- Így hagysz el... (ByeAlex és a Slepp x Hiro)

#### 2020
- Merülök (ByeAlex és a Slepp feat. Manuel)[9]
- ...kösznem... (ByeAlex és a Slepp x Giaj)
- Március
- Feküdj ide (ByeAlex és a Slepp)
- Rózsák (ByeAlex és a Slepp x Luca)
- Emlékszem (vagy...) (ByeAlex és a Slepp)

#### 2021
- Boldog leszek 2021 (ByeAlex és a Slepp feat. Halott Pénz)[10]
- csakszexre (Fehér Holló x APU) [11]
- mini (Apu x Poor)
- Berúgni (ByeAlex és a Slepp)
- Hullik (Byealex és a Slepp x Hiro)
- Menned kell (ALEE X APU (ALEXÉK))
- rossz esték (byealex és a slepp x manuel)
- Ájkosz (ByeAlex és a Slepp)

### Közreműködött
- John The Valiant – Te Vagy
- Soerii & Poolek – Játék

## Slágerlistás dalok
| Év                  | Dal                              | Legmagasabb helyezés | Legmagasabb helyezés | Legmagasabb helyezés   | Legmagasabb helyezés | Legmagasabb helyezés | Legmagasabb helyezés   | Legmagasabb helyezés     | Legmagasabb helyezés     | Legmagasabb helyezés   | Legmagasabb helyezés | Legmagasabb helyezés | Legmagasabb helyezés     | Album                   |
| Év                  | Dal                              | VIVA Chart           | Class 40             | MAHASZ Editors' Choice | MAHASZ Rádiós Top 40 | MAHASZ Dance Top 40  | MAHASZ Kislemez Top 10 | Magyar TOP 20 (Euro 200) | Litván TOP 20 (Euro 200) | Észt TOP 20 (Euro 200) | Svéd TOP 20          | Brit kislemez -lista | Izlandi TOP 40 (Tónlist) | Album                   |
| ------------------- | -------------------------------- | -------------------- | -------------------- | ---------------------- | -------------------- | -------------------- | ---------------------- | ------------------------ | ------------------------ | ---------------------- | -------------------- | -------------------- | ------------------------ | ----------------------- |
| 2012                | Csókolom!                        | 3                    |                      |                        |                      |                      |                        |                          |                          |                        |                      |                      |                          | Szörpoholista           |
| 2013                | Kedvesem (Zoohacker Remix)       | 3                    | 9                    | 6                      | 5                    |                      | 3                      | 1                        | 12                       | 11                     | 20                   | 147                  | 23                       | Szörpoholista           |
| 2014                | Hé Budapest (Antala Remix)       |                      | 31                   |                        |                      |                      |                        |                          |                          |                        |                      |                      |                          | Albumon nem kiadott dal |
| 2015                | Még mindig... (Lotfi Begi Remix) |                      |                      |                        | 4                    |                      |                        |                          |                          |                        |                      |                      |                          | Albumon nem kiadott dal |
|                     |                                  | Összesítés           |                      |                        |                      |                      |                        |                          |                          |                        |                      |                      |                          |                         |
| 1. helyezett számok | 1. helyezett számok              |                      |                      |                        |                      |                      |                        | 1                        |                          |                        |                      |                      |                          |                         |
| Top 10-be bekerült  | Top 10-be bekerült               | 2                    | 1                    | 1                      | 1                    |                      | 1                      | 1                        |                          |                        |                      |                      |                          |                         |
| Top 20-ba bekerült  | Top 20-ba bekerült               | 2                    | 1                    | 1                      | 1                    |                      | 1                      | 1                        | 1                        | 1                      | 1                    |                      |                          |                         |
| Top 40-be bekerült  | Top 40-be bekerült               | 2                    | 2                    | 1                      | 1                    |                      | 1                      | 1                        | 1                        | 1                      | 1                    |                      | 1                        |                         |
| Top 200-ba bekerült | Top 200-ba bekerült              | 2                    | 2                    | 1                      | 1                    |                      | 1                      | 1                        | 1                        | 1                      | 1                    | 1                    | 1                        |                         |